# 纳塔帕·特林卡基
纳塔帕·特林卡基（2000年6月12日—），泰國男子羽毛球運動員。

## 簡歷
2016年8月，纳塔帕·特林卡基出戰保加利亞羽毛球公開賽，與帕金·库纳-阿努维特合作赢得男子雙打比賽冠軍。同年11月，二人代表泰國出戰在西班牙毕尔巴鄂舉行的世界青年羽毛球錦標賽，拿得混合團體和男子雙打比賽季軍。

## 主要比賽成績
只列出曾進入準決賽的國際賽事成績：
| 年份   | 賽事                         | 公開賽級別 | 項目     | 搭檔               | 成績   |
| ------ | ---------------------------- | ---------- | -------- | ------------------ | ------ |
| 2016年 | 亞洲青年羽毛球錦標賽         | 其他       | 混合團體 | －                 | 季軍   |
| 2016年 | 保加利亞羽毛球公開賽         | 國際系列賽 | 男子雙打 | 帕金·库纳-阿努维特 | 冠軍   |
| 2016年 | 世界青年羽毛球錦標賽         | 其他       | 混合團體 | －                 | 季軍   |
| 2016年 | 世界青年羽毛球錦標賽         | 其他       | 男子雙打 | 帕金·库纳-阿努维特 | 季軍   |
| 2018年 | 斯洛伐克羽毛球公開賽         | 未來系列賽 | 男子雙打 | 帕金·库纳-阿努维特 | 亞軍   |
| 2022年 | 比利時羽毛球國際賽           | 國際挑戰賽 | 男子雙打 | Sirawit Sothon     | 亞軍   |
| 2022年 | 波蘭羽毛球國際賽             | 國際系列賽 | 男子雙打 | Sirawit Sothon     | 準決賽 |
| 2022年 | 馬爾代夫羽毛球國際挑戰賽     | 國際挑戰賽 | 男子雙打 | Sirawit Sothon     | 準決賽 |
| 2023年 | 泰國羽毛球國際系列賽         | 國際系列賽 | 男子雙打 | Sirawit Sothon     | 亞軍   |
| 2023年 | 恰蒂斯加爾邦羽毛球國際挑戰賽 | 國際挑戰賽 | 男子雙打 | Sirawit Sothon     | 亞軍   |
| 2023年 | 巴林羽毛球國際系列賽         | 國際系列賽 | 男子雙打 | Sirawit Sothon     | 亞軍   |
| 2023年 | 巴林羽毛球國際挑戰賽         | 國際挑戰賽 | 男子雙打 | Sirawit Sothon     | 準決賽 |
| 2024年 | 斯里蘭卡羽毛球國際系列賽     | 國際系列賽 | 男子雙打 | Sirawit Sothon     | 冠軍   |

| 2007-2017年 | 首要超級賽 | 超級賽 | 黃金大獎賽 | 大獎賽 | 國際挑戰賽 | 國際系列賽 | 未來系列賽 | 其他 |

| 2018-2026年 | 總決賽 | 超級1000賽 | 超級750賽 | 超級500賽 | 超級300賽 | 超級100賽 | 國際挑戰賽 | 國際系列賽 | 未來系列賽 | 其他 |